# Кам'янка (Климівський район)
Кам'янка (рос. Каменка) — село в Климівському районі Брянської області Російської Федерації.
Населення становить 100 осіб. Входить до складу муніципального утворення Плавенське сільське поселення.

## Історія
Населений пункт розташований у межах українського етно-культурного регіону Стародубщини.
Від 2005 року входить до складу муніципального утворення Плавенське сільське поселення.

## Населення
| 2010 | 2013 |
| ---- | ---- |
| 115  | ↘100 |